# Grue hydraulique auxiliaire

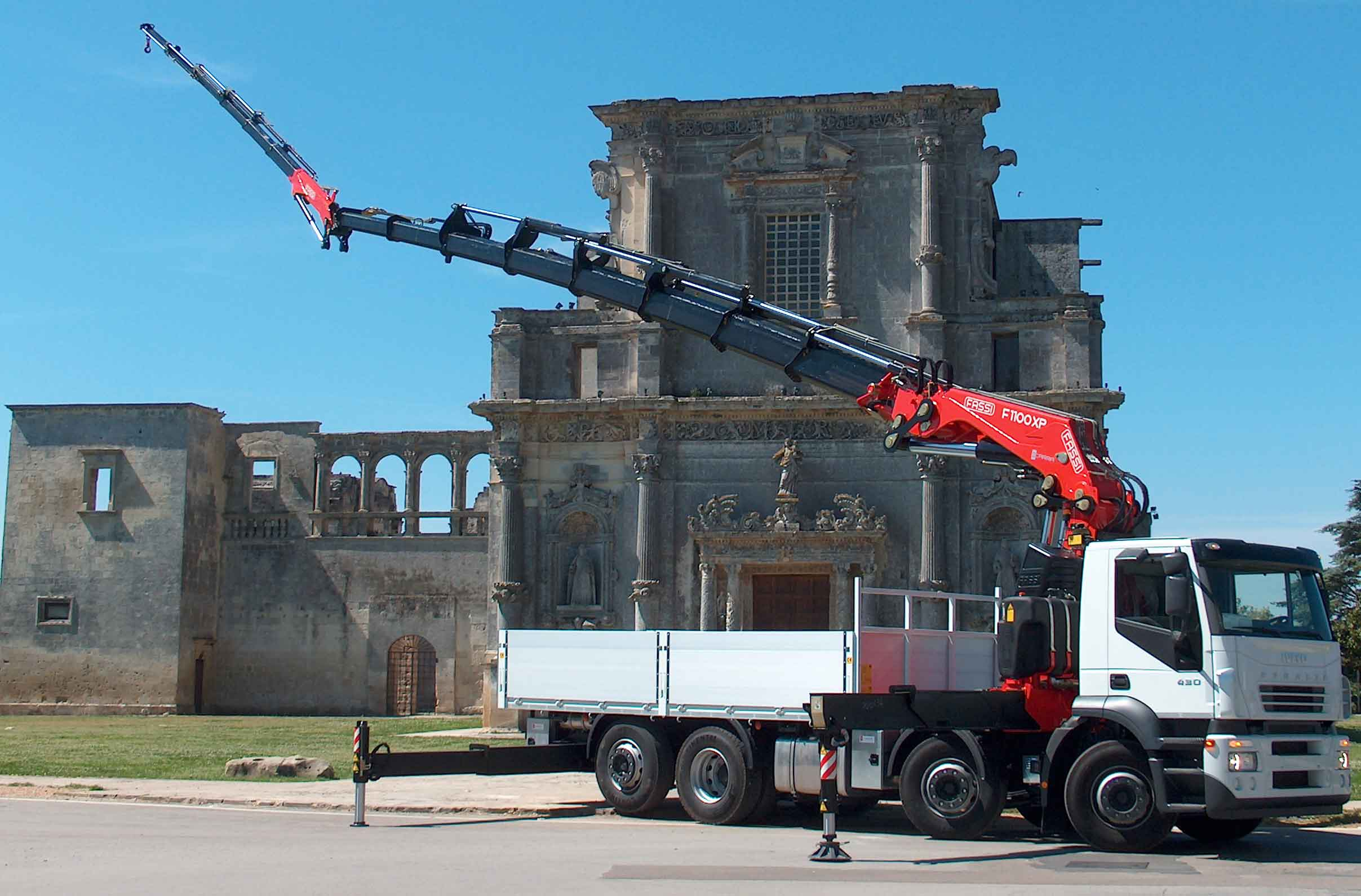
Grue Fassi F1100XP de 90 tm sur camion Iveco.

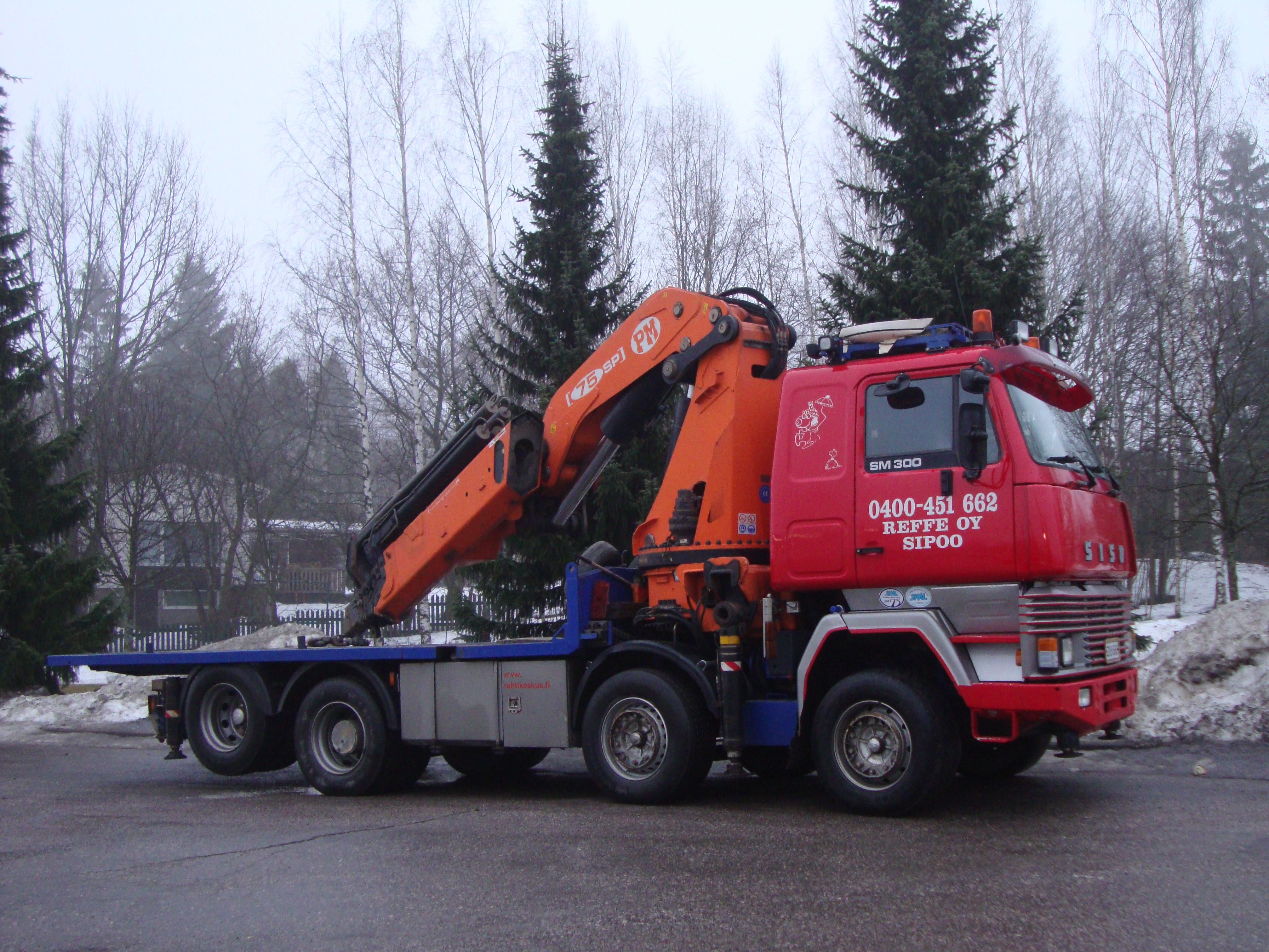
Grue PM 75SP de 70 tm.

Une grue hydraulique auxiliaire ou grue de chargement  est un appareil de levage que l'on voit très fréquemment installé sur les camions juste derrière la cabine, ce qui permet d’avoir des chargements dépassant l’arrière du camion. Elle peut être aussi installée à l’arrière du camion pour la livraison de palettes ; ce qui permet de gagner en distance et en visibilité lors du déchargement. Elle comporte le plus souvent plusieurs bras repliés sur eux-mêmes lorsque le camion roule sur la route. Les éléments sont ensuite dépliés lorsque le camion est arrêté à l'emplacement de la manutention des matériels ou matériaux à manutentionner. Généralement, le camion est équipé de stabilisateurs latéraux qu'il faut déployer afin d'assurer la stabilité de la manœuvre.
Ces grues hydrauliques auxiliaires peuvent soulever des charges de 3,5 à 130 tonnes-mètres.

## Détails techniques
Ces grues disposent de leur propre châssis qui est ancré au châssis du camion. Le premier élément repose sur une couronne, généralement à crémaillère, qui permet la rotation de la grue.
Tous les éléments, téléscopiques ou multibras ou un mélange des deux solutions permettent de placer les marchandises à manutentionner à leur endroit précis de stockage. La portée des grues peut aller de 1 à 45,1 m. 
Les différents matériels sont classés selon leur capacité de soulèvement exprimée en « tonnes-mètres » (tm) soit la charge maximale par la portée maximale. Leurs caractéristiques sont portées sur les diagrammes de charge affichés sur la grue. Le modèle actuel le plus puissant est la grue Palfinger PK200002 L SH de 200 tm, capable de manutentionner une charge de 5,8 t à 20,40 m avec ses seulement six éléments déployés et 500 kg à 45,10 m grâce à un fly jib (bras hydraulique démontable en bout de grue procurant un axe de rotation supplémentaire). Elle peut soulever une charge de 40 t à 4,30 m.
Des systèmes de sécurité automatiques gèrent les limites de charge de la grue. Ils sont obligatoires sur tous les matériels immatriculés dans les pays européens à partir d'une capacité de 4 tm. Ce sont des limiteurs de moment qui peuvent être de type hydraulique ou électroniques.

## Constructeurs
Les principaux constructeurs sont italiens, bien que l'on trouve des constructeurs dans d'autres pays : les leaders mondiaux sont les italiens Fassi et PM Group S.p.A. suivis par l'autrichien Palfinger, le suédois Hiab et les italiens Effer et Cormach. D'autres constructeurs de bien plus modestes dimensions sont souvent cantonnés dans des niches spécifiques d'utilisation.

## Curiosité

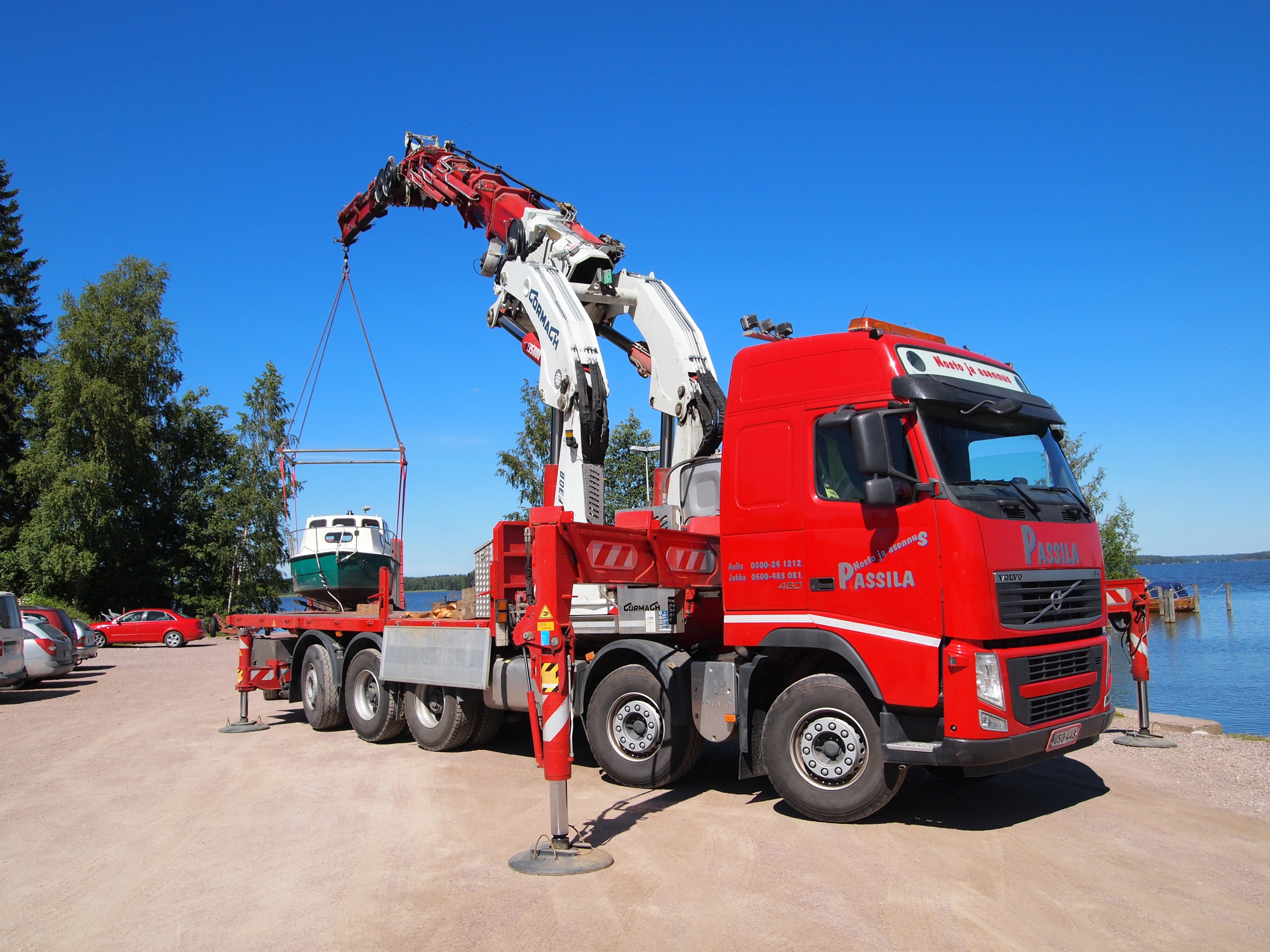
Grue Cormach série 150000 E HP (275 tm).

Le 14 avril 2021, Cormach a livré la plus puissante grue télescopique hydraulique sur camion au monde, le modèle 575000 AXO E9 d'une capacité de levage de 70 t à 6 m et 8,3 t à 33,5 m. Ce modèle peut être équipé d'un second bras télescopique de 24 m. Avec la flèche à plat, elle peut lever une charge de 1,6 t à 58 m.
La grue est montée sur un camion Terberg-Volvo FH16.610 12x4/8 qui ne peut circuler qu'avec une escorte en convoi exceptionnel.